# Bang Bang (canção de Green Day)
"Bang Bang" é uma canção da banda de punk rock americana Green Day, lançada como o primeiro single de seu décimo segundo álbum de estúdio, Revolution Radio, em 11 de agosto de 2016. Considerado como a combinação de elementos dos primeiros dias do punk rock da banda com os temas de seus álbuns posteriores politicamente motivados, a canção foi inspirada nos eventos de tiroteio em massa nos Estados Unidos e é escrita do ponto de vista de um atirador em massa.
Um videoclipe para a canção foi lançado em 13 de setembro de 2016, mostrando um trio com máscaras dos rostos dos membros da banda, roubando um banco e depois participando de uma festa da casa do Green Day. A canção recebeu críticas positivas, chegando ao número um em várias paradas dos Estados Unidos no Mainstream Rock, Alternative Songs, Rock Airplay, bem como também atingindo o topo das tabelas de rock no Canadá e Reino Unido, como também entrando nas tabelas de vários gráficos internacionais.

## Recepção
"Bang Bang" recebeu uma recepção positiva dos críticos em seu lançamento. A revista Gigwise elogiou dizendo que "a canção é um Green Day em seu melhor. É muito mais na linha de intensidade das coisas no Dookie do que as baladas no American Idiot". Thomas Smith da NME observou que "musicalmente, é um Green Day clássico, os acordes de poder limitados costumavam ser um efeito furioso, um turbilhão de punk rock abrasivo que é auxiliado pelo ruído de Mike Dirnt e pela bateria do Tré Cool. Evidentemente, o Green Day encontrou uma maneira de se manter relevante". Joseph R. Atilano, da Inquirer.net, concordou e disse que a canção "não soa 'polido', 'corte muito limpo em torno das bordas', não muito reluzente". Ele acrescentou que "parece estar completamente certo", especialmente para aqueles que "querem ouvir o 'o antigo Green Day' mais uma vez".
A Rolling Stone descreveu "Bang Bang" como a "canção mais rápida, [e] mais agressiva no álbum". Através da Q, Craig Mclean descreveu a canção como uma "sacudida do hardcore frenético e melódico" e acrescentou ainda que "é um pioneiro apropriado para um álbum no qual Armstrong voltou a invadir a frustração societária e política". Maria Sherman, da Spin, sentiu que a banda está "mais pesada" nessa faixa e comparou com American Idiot dizendo que é "ambos insensíveis e atingem perto de casa". William Sutton da PopMatters comentou que "Bang Bang" é "muito melhor do que a maior parte de sua produção desde o lançamento de American Idiot". No entanto, ele criticou a canção por ter sido muito familiar e sentiu que a banda poderia ter feito melhor.

## Faixas e formatos
Todas as letras escritas por Billie Joe Armstrong; Toda a música composta por Green Day.
| Download digital |             |         |  |
| N.º              | Título      | Duração |  |
| 1.               | "Bang Bang" | 3:27    |  |

| CD             |                                                                            |         |  |
| N.º            | Título                                                                     | Duração |  |
| 1.             | "Bang Bang"                                                                | 3:27    |  |
| 2.             | "Letterbomb" (ao vivo em Chula Vista, California em 2 de setembro de 2010) | 4:34    |  |
| Duração total: | Duração total:                                                             | 8:01    |  |

## Créditos e pessoal
- Composição: Billie Joe Armstrong, Mike Dirnt, Tré Cool
- Produção: Green Day

## Desempenho nas tabelas musicais
| Tabelas musicais (2016)                                 | Melhor posição |
| ------------------------------------------------------- | -------------- |
| Austrália (ARIA)                                        | 83             |
| Bélgica (Ultratip Bubbling Under de Flandres)           | 3              |
| Canadá (Billboard Rock)                                 | 1              |
| Canadá (Canadian Hot 100)                               | 75             |
| Escócia (Scottish Singles Chart)                        | 36             |
| Estados Unidos (Billboard Alternative Airplay)          | 1              |
| Estados Unidos (Bubbling Under Hot 100 Singles)         | 4              |
| Estados Unidos (Billboard Hot Rock & Alternative Songs) | 8              |
| Estados Unidos (Billboard Mainstream Rock)              | 1              |
| Estados Unidos (Billboard Rock Airplay)                 | 1              |
| Japão (Japan Hot 100)                                   | 91             |
| Nova Zelândia (Recorded Music NZ)                       | 2              |
| Reino Unido (Rock Chart)                                | 1              |
| Reino Unido (UK Singles Chart)                          | 84             |